# La Font d'en Fargues
|  | Aquest article tracta sobre el barri. Vegeu-ne altres significats a «Font d'en Fargues». |

La Font d'en Fargues és un barri del districte d'Horta-Guinardó de la ciutat de Barcelona. Es troba al sud del barri d'Horta i al nord del turó de la Rovira, just entre la font que li dona nom i el torrent d'en Carabassa. Al voltant de la font, que es deia que tenia molta qualitat i propietats, s'hi celebraven festes i aplecs.
Històricament el territori del barri actual formava part del municipi de Sant Andreu de Palomar, agregat al de Barcelona el 1897. A partir de principis de segle xx ja s'hi havien construït algunes cases, però el projecte d'urbanització de les terres del mas Pujol (després conegut per can Fargas) es va dur a terme amb l'aprovació del projecte per part de l'Ajuntament de Barcelona, de la urbanització de la finca propietat de Montserrat de Casanovas Fernández de Landa, segons idea d'ella mateixa i del seu espòs Pere Fargas i Sagristà.
El nom del barri prové de la font propietat de can Fargas que a finals del segle xix van arranjar amb la construcció d'una gruta i un quiosc modernista, alhora que l'aigua de la font es va començar a comercialitzar amb garrafes i distribuir a Barcelona.

## Història
El barri de la Font d'en Fargues s'ha anat fent a partir que Montserrat de Casanovas, hereva del mas Pujol (can Fargas), i el seu marit Pere Fargas i Sagristà, van presentar a l'Ajuntament de Barcelona un projecte de parcel·lació de les seves terres per crear una ciutat-jardí, el 1912, a partir de l'eix del passeig Font d'en Fargues (ja obert). El 1915 es va obrir el carrer de Verdi (després de Pedrell), transversal al passeig principal.
En aquells primers anys del segle xx es van construir torres en parcel·les més petites (bàsicament en terres de la muntanya i de més difícil accés) i torres més grans amb jardins generosos, més avall, i més a prop de la carretera d'Horta (passeig de Maragall).
Uns anys més tard, un col·lectiu molt influent a l'època, els periodistes, van formar la Cooperativa de Periodistes per a la Construcció de les Cases Barates i van tirar endavant el projecte de construcció de xalets per als seus associats. El primer grup es va construir en el sector del carrer de Peris Mencheta (abans passeig de la Font de la Mulassa) i carrer de Maryland (actual carrer del Marquès de Foronda); l'altre a la zona de la Font d'en Fargues.
Aquesta barriada, en plena muntanya, es triava per fer-hi la torre o torreta per descansar i fer salut, ja que en èpoques de tuberculosis freqüents, els metges recomanaven de passar temporades en llocs més sans i allunyats de la gran ciutat.

Quiosc modernista de La Font d'en Fargues

Després de la Guerra Civil espanyola molts d'aquells veïns benestants de les torres més grans, ja no hi van tornar i amb els anys moltes cases es van transformar en escoles, després en llars d'avis i d'altres es van enderrocar per aixecar-hi pisos d'un cert nivell econòmic, ja que la tranquil·litat i la sensació de ser encara a la muntanya, es van transformar en un valor afegit.
Ara és un barri tranquil que, malgrat no ser gaire gran, té un sòlid teixit associatiu, potser per herència d'aquells veïns pioners que se les van haver d'arreglar amb les dificultats que representava ser un barri "tan lluny de Barcelona" (recordem que la gent dels barris perifèrics, antics pobles del pla de Barcelona, sempre encara deien que "anaven a Barcelona" quan es traslladaven a l'actual centre de la ciutat).
L'any 2024 l'Ajuntament va rehabilitar el quiosc modernista, la font i la gruta, i va reurbanitzar la plaça de la Font d’en Fargues, amb una àrea de jocs infantils, un berenador, un espai de pícnic i uns voltants enjardinats.

## Centres Educatius
- Escola Bressol Municipal Cargol (educació infantil)[6]
- El Petit Príncep Blau (educació infantil)[6]
- Escola Bressol Municipal Tres Turons (educació infantil)[6]
- Escola Font d'en Fargas (educació infantil i primària)[7][8]
- Escola Heura (educació infantil i primària)[8]
- Escola Àngels Garriga (educació infantil i primària)[8]
- Escola Arc Irirs (educació infantil i primària)[8]
- Escola Pit-Roig (educació infantil i primària)[8]
- Escola Torrent de Can Carabassa (educació infantil i primària)[8]
- Sagrada Família-Horta (educació infantil, educació primària, educació secundària i batxillerat)[8]
- Institut Ferran Tallada (educació secundària i batxillerat)[8]
- Rel (educació especial)[8]
- Princess Margaret School (escola anglesa)

## Transport

### Autobús
- Línia V23

#### Bus del barri
- Línia 117[9]

## Entitats
- Casal Font d'en Fargues
- Associació de veïns i veïnes Font d'en Fargues
- Coral Font d'en Fargues
- Esplai Xangó
- Església de Sant Antoni de Pàdua
- Cases dels Periodistes

## Eleccions municipals
Resultats electorals al barri Font d'en Fargues.

### Eleccions Municipals 2011
| Candidatures | Candidatures                                                               | Electors | Votants | Vots  | % Vot 2011 |
| ------------ | -------------------------------------------------------------------------- | -------- | ------- | ----- | ---------- |
|              | Convergència i Unió (CiU)                                                  | 7.490    | 4.095   | 1.174 | 28,7%      |
|              | Partit dels Socialistes de Catalunya (PSC-PM)                              | 7.490    | 4.095   | 834   | 20,4%      |
|              | Partit Popular de Catalunya (PPC)                                          | 7.490    | 4.095   | 622   | 15,2%      |
|              | Esquerra Republicana de Catalunya (ERC-UpB)                                | 7.490    | 4.095   | 274   | 6,7%       |
|              | Iniciativa per Catalunya Verds-Esquerra Unida i Alternativa (ICV-EUiA-EPM) | 7.490    | 4.095   | 455   | 11,1%      |
|              | altres                                                                     | 7.490    | 4.095   | 473   | 11,6%      |
|              | en blanc                                                                   | 7.490    | 4.095   | 215   | 5,3%       |
|              | nuls                                                                       | 7.490    | 4.095   | 48    | 1,2%       |

### Eleccions Municipals 2015
| Candidatures | Candidatures                                        | Vots  | % Vot 2015 |
| ------------ | --------------------------------------------------- | ----- | ---------- |
|              | Barcelona en Comú (BComú-E)                         | 1.149 | 24,00%     |
|              | Convergència i Unió (CiU)                           | 1.119 | 23,38%     |
|              | Esquerra Republicana de Catalunya (ERC-AM)          | 638   | 13,33%     |
|              | Ciutadans-Partit de la Ciutadania (C's)             | 467   | 9,76%      |
|              | Candidatura d'Unitat Popular - Poble Actiu (CUP-PA) | 450   | 9,40%      |
|              | Partit dels Socialistes de Catalunya (PSC-PM)       | 420   | 8,77%      |
|              | Partit Popular (PP)                                 | 356   | 7,44%      |
|              | altres                                              | 122   | 2,55%      |
|              | en blanc                                            | 43    | 0,89%      |
|              | nuls                                                | 23    | 0,48%      |